# Palus Somni

[https://www.lpi.usra.edu/resources/apollo/frame/?AS13-60-8672

Palus Somni (lateinisch für Sumpf des Schlafs) ist eine Ebene von erstarrter Lava auf dem Erdmond nahe dem Mare Tranquillitatis, die von der Entstehung her den größeren Maria gleicht. An der Ostgrenze des Palus Somni liegt der Krater Proclus. 